# Diaspora (album de GoldLink)
Pour les articles homonymes, voir Diaspora (homonymie).
Albums de GoldLink
At What Cost
(2017)
Singles
1. Zulu Screams
Sortie : 13 mai 2019
2. Joke Ting
Sortie : 31 mai 2019
3. U Say
Sortie : 8 juin 2019

Diaspora est le premier album studio du rappeur américain GoldLink, sorti le 12 juin 2019 sur les labels RCA Records et Squaaash Club.

## Historique
Le 13 mai 2019, GoldLink dévoile le single Zulu Screams en featuring avec Bibi Bourelly et Maleek Berr. Il est suivi de Joke Ting le 31 mai ainsi que de l'annonce de la sortie de son album, nommé Diaspora, pour le 12 juin 2019. Dans le dernier single, U Say, GoldLink invite Jay Prince et Tyler, The Creator. Bien que At What Cost soit considéré comme un album à sa sortie, GoldLink précise que Diaspora est son premier album et le précédent projet une mixtape. 
GoldLink raconte dans une interview à Spotify l'inspiration qu'il a eu lors de la création de son œuvre : « Diaspora a été inspiré par la noirceur universelle. Mes inspirations ont radicalement changé, naturellement parce que j'ai pu être exposé plus globalement. D.C. est toujours la racine de tout mon succès en ce qui concerne la perspective, mais je voulais créer un pont entre les cultures du monde entier. C’est important parce que nous sommes 6-8 générations éloignées de notre point de départ. Il est temps que nous fassions demi-tour [...] et nous devons faire le travail d’interconnectivité avant qu’il ne soit trop tard ».

## Réception
Diaspora reçoit des critiques positives à sa sortie. 
Sheldon Pearce de Pitchfork donne un 8/10 et dit de Diaspora qu'il « s'étend bien au-delà de son domicile dans le DMV. C'est un confluent de musique noire; hip-hop retraçant les sons universels de l'Afrique ». Grant Rindner de Highsnobiety estime que « Diaspora n’atteint pas les sommets de ces disques [To Pimp a Butterfly, Flower Boy], car sa préoccupation est plus le son que l’histoire, mais elle renforce encore le fait que GoldLink peut concevoir et exécuter ses idées mieux que quiconque dans le hip-hop actuel ».

## Liste des titres
| No  | Titre                                                  | Auteur | Producteur(s)                                       | Durée |
| --- | ------------------------------------------------------ | --- | --------------------------------------------------- | ----- |
| 1.  | //error                                                | D'Anthony Carlos, Ariowa Irosogie, Ashly Williams, Brienna Devlugt, Gabrielle Carreiro, Kristal Smith, Richard Isong, Shyann Roberts | Ari PenSmith, GoldLink, P2J                         | 0:22  |
| 2.  | Joke Ting (featuring Ari PenSmith)                     | Carlos, Irosogie, Isong, Tavon Thompson                                                                                              | Ari PenSmith, P2J                                   | 3:00  |
| 3.  | Maniac                                                 | Carlos, Bibi Bourelly, Isong, Rory O'Brien, Thompson                                                                                 | OBR, P2J                                            | 3:09  |
| 4.  | Days Like This (featuring Khalid)                      | Carlos, Khalid Robinson, Michael Uzowuru, Teo Halm                                                                                   | Michael Uzowuru, Teo Halm                           | 2:48  |
| 5.  | Zulu Screams (featuring Bibi Bourelly et Maleek Berry) | Carlos, Antonio Nvuala, Irosogie, Maleek Berry, Isong                                                                                | P2J                                                 | 2:57  |
| 6.  | More (featuring Lola Rae)                              | Carlos, Irosogie, Rachel Akosua Funmilola Garton, Isong                                                                              | P2J                                                 | 3:07  |
| 7.  | Coke White / Moscow (featuring Pusha T)                | Carlos, Adeyinka Bankole, Kurtis Mckenzie, Isong, Santeri Kauppinen, Sean Momberger, Terrence Thornton                               | Fwdslxsh, Kurtis Mckenzie, MD$, P2J, Sean Momberger | 3:25  |
| 8.  | U Say (featuring Jay Prince et Tyler, The Creator)     | Carlos, Jazon Kawu-Eugenio, Julian Nicco-Annan, Tyler Gregory Okonma                                                                 | Juls Baby                                           | 3:21  |
| 9.  | Yard (featuring WSTRN)                                 | Carlos, Irosogie, Ras Haile Alexander, Isong                                                                                         | P2J                                                 | 3:16  |
| 10. | Spanish Song (featuring WaveIQ)                        | Carlos, Irosogie, Isong, Thompson | Ari PenSmith, P2J                                   | 3:31  |
| 11. | No Lie (featuring WizKid)                              | Carlos, Bankole, Ayodeji Ibrahim Balogun, Bourelly, Casyo Johnson, Dominik Patrzek, Karl Wilson, Isong                               | Ari PenSmith, Deats, P2J                            | 3:23  |
| 12. | Tiff Freestyle                                         | Carlos, Sellanga Ochieng | Blinky Bill                                         | 1:42  |
| 13. | Rumble (featuring Jackson Wang et Lil Nei)             | Carlos, Canei Williams, Jackson Wang, Tobias Breuer                                                                                  | Rascal                                              | 3:11  |
| 14. | Swoosh                                                 | Carlos, Irosogie, Bourelly, Eyobed Getachew, Isong, Thompson                                                                         | EY                                                  | 2:40  |

## Classements hebdomadaires
| Classement (2019)             | Meilleure position |
| ----------------------------- | ------------------ |
| Belgique (Flandre Ultratop)   | 148                |
| États-Unis (Billboard 200)    | 77                 |
| France (SNEP Téléchargement)  | 75                 |
| Pays-Bas (Mega Album Top 100) | 87                 |